# Carlos Flórez
Carlos Yesid Flórez Angulo (* 26. Mai 2003) ist ein kolumbianischer Sprinter, der sich auf den 100-Meter-Lauf spezialisiert hat.

## Sportliche Laufbahn
Erste Erfahrungen bei internationalen Meisterschaften sammelte Carlos Flórez im Jahr 2021, als er bei den U20-Weltmeisterschaften in Nairobi in 40,00 s den fünften Platz mit der kolumbianischen 4-mal-100-Meter-Staffel belegte. Anschließend siegte er mit der Staffel in 39,90 s bei den U23-Südamerikameisterschaften in Guayaquil und belegte dann bei den erstmals ausgetragenen Panamerikanischen Juniorenspielen in Cali in 10,78 s den achten Platz im 100-Meter-Lauf. Im Jahr darauf schied er bei den U20-Weltmeisterschaften ebendort mit 10,45 s im Halbfinale über 100 Meter aus und wurde mit der Staffel im Vorlauf disqualifiziert. Anschließend belegte er bei den U23-Südamerikameisterschaften in Cascavel in 10,52 s den fünften Platz über 100 Meter. Kurz darauf gewann er bei den Südamerikaspielen in Asunción in 39,74 s gemeinsam mit Jhonny Rentería, Óscar Baltán und Carlos Palacios die Bronzemedaille hinter den Teams aus Venezuela und Paraguay.
Bei den World Athletics Relays 2024 in Nassau wurde er in 39,04 s Dritter im C-Lauf der zweiten Qualifikationsrunde der 4-mal-100-Meter-Staffel für die Olympischen Spiele. Kurz darauf gewann er bei den Ibero-Amerikanischen Meisterschaften in Cuiabá in 39,23 s die Silbermedaille im Staffelbewerb hinter Brasilien. Im September siegte er in 10,19 s über 100 Meter bei den U23-Südamerikameisterschaften in Bucaramanga sowie in 21,08 s über 200 Meter und in 39,74 s im Staffelbewerb. Im Jahr darauf gewann er bei den Südamerikameisterschaften in Mar del Plata in 10,17 s die Bronzemedaille über 100 Meter hinter dem Brasilianer Felipe Bardi und seinem Landsmann Ronal Longa und siegte mit der Staffel in 39,58 s gemeinsam mit Jhonny Rentería, Carlos Palacios und Neiker Abello.
In den Jahren von 2022 bis 2024 wurde Flórez kolumbianischer Meister in der 4-mal-100-Meter-Staffel.

## Persönliche Bestzeiten
- 100 Meter: 10,09 s (+1,5 m/s), 14. März 2025 in Bogotá
- 200 Meter: 20,91 s (−0,7 m/s), 28. September 2024 in Bucaramanga